# 橫澤啟子
橫澤啟子（日语：／ Yokozawa Keiko，1952年9月2日—），日本女性配音員、演員、旁白。出身於新潟縣新潟市中央區。身高152cm。O型血。

## 簡介
舊藝名：橫澤啟子（日语：横沢啓子），現藝名：子。本名：難波啟子（なんば けいこ）。
出道以來所屬的經紀公司是東京俳優生活協同組合，1988年成立個人事務所YU-RIN PRO，現為YU-RIN PRO代表。
為人熟悉的代表配音作品是1979年至2005年播出的長壽動畫《哆啦A夢 (大山羨代版)》的主要角色哆啦美。除了長壽動畫之外，有的、《The♥南瓜酒》女主角朝丘夏美、《超能力魔美》主角佐倉魔美、電影動畫《天空之城》女主角希達、《若草的夏洛特》主角夏洛特、《Q太郎 (1985年版)》的O次郎及《機動警察》的熊耳武緒；遊戲《洛克人》系列的蘿露等。

### 來歷、人物
新潟縣立新潟高等學校畢業。1975年，於經紀公司東京俳優生活協同組合附屬聲優學校俳協演劇研究所就學期間，參演電視動畫《時間飛船》的配音（聲演克莉絲汀）成為她在配音業界的出道作。
1979年由SHIN-EI動畫製作、朝日電視台播出的長壽電視動畫《哆啦A夢》開播，以後橫澤為要角哆啦美的配音。
《哆啦A夢》播出期間，橫澤還參加過SHIN-EI動畫承包藤子不二雄其它原作改編電視動畫《忍者哈特利》、《小超人帕門》、《高爾夫球手猿》、《Q太郎》等次要角色的配音，直到1987年播出的《超能力魔美》是她第一次在藤子不二雄的作品聲演主角。
2005年3月，新版《哆啦A夢》配音陣容煥然一新，同時橫澤選擇與同行大山羨代等人一起離開第一線。在那之後，她專注經營自己開辦的聲優學校·橫澤啟子 聲優·旁白學校以栽培後進新人。除了2011年播出的電視動畫《日常》特別受邀擔任（第25話）下集預告的旁白之外。
《哆啦A夢》（1979年版）自從播出以來，橫澤多次與共演同事接受其它電視節目的邀請在電視機前露面，由於她表示會破壞角色的形象，因此在1995年接受雜誌專訪作介紹時拒絕照片拍攝。
而橫澤的事務所「YU-RIN PRO」其名稱則是來自女兒著作的繪本《雪恩子 悠凛》。YU-RIN PRO成立之後，該公司主要從事幫旗下所屬演員、養成所研究生撰寫舞台劇本和演出進行。

## 演出
粗體字表示主要角色。

### 電視動畫
1975年
- 時間飛船（克莉絲汀）
- 萬里尋父（日语：アンデス少年ペペロの冒険）（莉莉、的姊姊、少女A）

1976年
- 新丁丁與平平（日语：ドン・チャック物語）（拉拉〈第3代〉）
- 時間飛船（淳子〈代替〉、薩奇）
- 大飯桶（日语：ドカベン）（朝日奈京子、亞希子）
- 尋母三千里（瑚安娜·賈西亞）
- 無敵飛天俠（佐智子）
- 保羅歷險記（妮娜）
- UFO戰士阿波羅（淳子[6]）

1977年
- 排球英雌（西須美江[7]）
- 棒球少年貫太（日语：一発貫太くん）（戶馳五子、六子[8]）
- 電磁超人飛金剛（敷島美加）
- 西頓動物記：熊之子傑基（日语：シートン動物記 くまの子ジャッキー）（吉兒）
- 超合體魔術機器人（舞妓[9]）
- 超電磁波羅五號（羅莎莉亞）
- 小雙俠 (1977年版)（瑪莉亞、瑪莉、瑪莉公主、安）
- 野球狂之詩（日语：野球狂の詩）
- 若草的夏洛特（日语：若草のシャルロット）（夏洛特）

1978年
- 女王陛下的小天使小偵探（日语：女王陛下のプティアンジェ）（雪莉[10]）
- 窈窕淑女（花村紅緒[11]）
- 佩琳物語（梅爾卡·杜蘭茲）
- 星星王子 普奇·普蘭斯（薩天）

1979年
- 圓桌騎士物語 燃燒吧亞瑟（瑪莉）
- 科學探險隊（神秘路依[12]）
- 小熊的故事（日语：こぐまのミーシャ）（米夏）
- 西頓動物記：小松鼠斑斑（蘇）
- Z超人（日语：ゼンダマン）（卑彌呼、鶴）
- 哆啦A夢 (大山羨代版)（源靜香的母親〈初代〉、風子（日语：フー子）、機器子、哆啦美、星野菫（日语：星野スミレ） 等）
- 前髮太郎（日语：まえがみ太郎）（公主大人[13]）
- 魯邦三世 (TV第2系列)（日语：ルパン三世 (TV第2シリーズ)）（愛莉·薩特拉）
- 花仙子（艾琳）

1980年
- 明日之丈2（鹽谷重）
- 宇宙戰士巴魯迪奧斯（珍米星野）
- 科學小飛俠F（露西）
- 銀河鐵道999（納亞）
- 甜甜貓（瑪莉亞三毛村）
- 摔倒騎士德拉曼查（日语：ずっこけナイトドンデラマンチャ）
- 原子小金剛 (1980年版)（莉比安）[注 3]
- 傳說巨神伊甸王（弗爾摩莎·琳）
- 萬能戰士無比敵（小百合）
- 尼爾斯的不可思議之旅（瑪茲）
- 燃燒吧亞瑟 白馬的王子（莉莉）

1981年
- 愛的教育克歐雷物語（日语：愛の学校クオレ物語）（普雷柯西）
- 福星小子 (1981年版)（老師）
- 銀河鐵道999（納亞）
- 忍者哈特利（御姬）
- 真知子老師（小倉新一、小百合）
- 靈犬雪麗（安潔莉娜）

1982年
- （助手、OL）
- 阿波羅之女（梅杜莎、修普里特）
- 怪物小王子 (1980年版)
- 電子神童（松本菫〈初代〉）
- The♥南瓜酒（朝丘夏美／L）
- 猿飛小忍者（日语：さすがの猿飛）（祥子、淳子）
- 我是妙殿下！（日语：パタリロ!）（馬利昂）
- 高爾夫頑童猿丸（紅蜂〈紅初子〉[14]）
- 水戶黃門
- 野生的咆嘯（日语：野生のさけび）

1983年
- 亞空大作戰斯蘭格爾（露易斯、泰瑞西亞）
- 福星小子 (1981年版)（小天的媽媽〈初代〉）
- 科學小飛俠F（露西）
- 銀河烈風（納塔莎）
- 湯匙伯母歷險記（リトルボン）
- 小超人帕門 (1983年版)（香織、星野菫的媽媽）
- 美雪、美雪（小春）
- 未來警察浦島人（索菲亞·尼娜·羅斯）

1984年
- 怪貓豬油糕（日语：オヨネコぶーにゃん）
- 超攻速加爾比昂（日语：超攻速ガルビオン）（玲·綠山）
- 名偵探福爾摩斯（愛倫·羅伊洛特）

1985年
- 三眼神童（潘朵拉[15]）
- Q太郎 (1985年版)（O次郎）
- 星槍士俾斯麥（瓊安·克萊門丁〈初代〉）

1987年
- 動畫三劍客（日语：アニメ三銃士）（夏洛特）
- 超能力魔美（佐倉魔美）
- 淑女小琳!!（日语：レディ!!#レディレディ!!）（綠川美鈴[16]）

1988年
- 城市獵人2（赤松久美）
- 麵包超人（麝香葡萄公主〈初代〉）

1989年
- 機動警察（熊耳武緒）
- 七龍珠（安宁大人）

1990年
1992年
- 海螺小姐（ぴっころ）[注 4]

1998年
- 哆啦A夢 (大山羨代版)（佐倉魔美）

2011年
- 日常（旁白）

### 電影動畫
1980年
- 哆啦A夢：大雄的恐龍（嗶之助（日语：ピー助）、女子A、電腦）

1982年
- 傳說巨神伊甸王：接觸篇／發動篇（弗爾摩莎·琳）
- 忍者哈特利：忍忍忍法繪日記之卷（オヒメ）
- 大提琴手高修（野鼠小孩·Viola的女兒）

1984年
- The♥南瓜酒：尼塔的愛情物語（朝丘夏美／L）
- 哆啦A夢：大雄的魔界大冒險（哆啦美）
- 忍者哈特利+小超人帕門：超能力大戰（日语：忍者ハットリくん+パーマン 超能力ウォーズ）

1985年
- 忍者哈特利+小超人帕門：忍者怪獸吉波VS奇蹟蛋（日语：忍者ハットリくん+パーマン 忍者怪獣ジッポウVSミラクル卵）

1986年
- 小鬼Q太郎：跳出來！妖怪大作戰（O次郎）
- 天空之城（希達[17]）

1987年
- 小鬼Q太郎：前進吧！1/100大作戰（O次郎）

1988年
- 超能力魔美：星空上的跳舞娃娃（佐倉魔美）
- 哆啦A夢：大雄的平行西遊記（哆啦美）

1989年
- 哆啦美：迷你哆啦SOS（哆啦美）

1990年
1991年
- 飛吧！鯨魚的高峰（日语：とべ!くじらのピーク）（邁拉）
- 哆啦美：阿拉拉♥少年山賊團！（哆啦美）

1993年
- 哆啦美：哈囉小恐龍（哆啦美）

1994年
- 哆啦美：青色稻草人（哆啦美）

1995年
- 2112年哆啦A夢的誕生（哆啦美）

1996年
- 哆啦美與哆啦A夢七小子：機器人學校七大不可思議（哆啦美）

1997年
- 哆啦A夢：大雄的發條都市冒險記（維奇）

1998年
- 哆啦A夢回來了（哆啦美）

2001年
- 哆啦美與哆啦A夢七小子：宇宙樂園之千鈞一髮（哆啦美）

### OVA
1985年
- 輕井澤症候群（日语：軽井沢シンドローム）（久野緣）
- JUSTY（日语：ジャスティ (漫画)）（珍娜·福瑞斯特）

1988年
- New Story of Aura Battler DUNBINE（希兒奇·毛）

1989年
- 極黑之翼（日语：極黒の翼バルキサス）（莉安）

1990年
- 機動警察（熊耳武緒）

1994年
- Plastic Little（日语：プラスチックリトル）（梅·玲·瓊斯）

### 遊戲
1992年
- 哆啦A夢：大雄的天方夜譚（哆啦美）[注 5]

1993年
- 機動警察 ～格利風篇（熊耳武緒）

1995年
- 哆啦A夢4 大雄與月之王國（日语：ドラえもん4 のび太と月の王国）（哆啦美）
- 哆啦A夢：友情傳說七小子（日语：ドラえもん 友情伝説ザ・ドラえもんズ）（哆啦美）

1997年
- 洛克人DASH 鋼鐵之心（日语：ロックマンDASH 鋼の冒険心）（蘿露、伊甸）

2000年
- 機動警察 ～Game Edition（日语：機動警察パトレイバー 〜ゲームエディション〜）（熊耳武緒）
- 哆啦A夢3 大雄的城鎮SOS！（日语：ドラえもん3 のび太の町SOS!）（哆啦美）
- 洛克人DASH2 龐大的遺產（日语：ロックマンDASH2）（蘿露）

2001年
- 兒童劇場哆啦A夢秘密的四次元口袋（日语：キッズステーション ドラえもん ひみつのよじげんポケット）（哆啦美）

2005年
- NAMCO x CAPCOM（蘿露）

2018年
- 超級機器人大戰X（希兒奇·毛）

2019年
- 超級機器人大戰T（希兒奇·毛）

2020年
- 超級機器人大戰DD（希兒奇·毛）

### 外語配音

#### 電影
- 國際機場1975（英语：Airport 1975）（珍妮絲·雅培〈琳達·布萊爾〉）
- 黑美人（英语：Black Beauty (1994 film)）
- 深夜止步（Olga〈Nicoletta Elmi〉）※TBS版
- 十三號星期五（瑪西·坎寧安〈珍妮·泰勒（英语：Jeannine Taylor）〉）※朝日電視台版。
- 鬼馬雙星（妹頭〈呂有慧〉）※富士電視台版。
- 悲慘世界（Caroline Langrishe）
- 傻瓜假期（英语：Les Sous-doués en vacances）（Claudine／Hélène〈Grace de Capitani〉）
- Little Mo（英语：Little Mo (1978 film)）（Jessamyn Connolly〈安妮·巴克斯特〉）
- 追殺黑名單（英语：Pink Cadillac (film)）（Lou Ann McGuinn〈Bernadette Peters〉）※TBS版。
- 與狼共枕（英语：Revenge (1990 film)）（Miryea Mendez〈麥德琳·史道威〉）※VHS、DVD版。
- 最後一場演奏會（英语：Take All of Me）（Stella〈Pamela Villoresi〉）※日本電視台版[注 6]。
- 少棒闖天下（英语：The Bad News Bears）（阿曼達·惠勒澤〈塔特姆·奧尼爾〉）※朝日電視台版。
- 人質（英语：The Hostages (film)）（海倫〈露西·葛瑞爾·巴恩斯〉[18]）
- 真善美（Liesl von Trapp〈Charmian Carr〉）※朝日電視台、富士電視台版。

#### 電視影集
- 霹靂遊俠 (第2季)（凱瑟琳·格蘭傑〈達芙妮·阿什布魯克（英语：Daphne Ashbrook）〉）
- 超人力霸王葛雷

#### 動畫
- 丁丁歷險記：湖底的秘密基地（日语：タンタンの長編アニメーション映画）（妮可）
- 花生漫畫（奈勒斯·潘貝魯特）
  - 一個叫查理布朗的男孩（英语：A Boy named Charlie Brown）
  - 史努比，回家吧（英语：Snoopy, Come Home）
- 小奇兵（提博）※VHS版。
- 湯姆貓與傑利鼠（傑利）※Cosmic出版。

### 特攝影集
1979年
- 戰鬥狂熱J（Diane Martin的日語配音）[注 7]

### 實寫
- 本（寶HOLDINGS（日语：宝ホールディングス））廣告
- （與媽媽一起（日语：おかあさんといっしょ）內）（的配音）
  - 影像 與媽媽一起
  - 影像 交通安全教學
  - 影像 的英語教室
  - 影像 
  - 影像 
  - 紅白歌合戰（1987年、1999年）
  - 母子互動的電視時間（日语：母と子のテレビタイム）（1992年）
  - 開啟吧！朋基基（日语：ひらけ!ポンキッキ）（1992年）
  - （1993年）
  - ！50 ～ 宇宙旅～
  - 2012 ！
- 衝擊時間猜謎（日语：クイズタイムショック）（1984年3月29日，以解答來賓身分參加）
- 花（NHK劇場）
- （NHK綜合、1985年11月10日放送）－帕聶拉

### 其它
- 麥當勞（廣告派對的聲音，1980年代）
- 形象專輯（愛然輝夜）
- 哆啦A夢&奇天烈大百科「可羅的第一次上街買東西」（O次郎）

## 腳註

## 外部連結
- 橫澤啟子 （页面存档备份，存于） （日語）－日本電影資料庫
- 橫澤啟子 （页面存档备份，存于） （日語）－allcinema（日语：allcinema）
- 橫澤啟子 （页面存档备份，存于） （日語）－KINENOTE
- Keiko Yokozawa （页面存档备份，存于） （英文）－網路電影資料庫
- 橫澤啟子 Movie Walker （页面存档备份，存于） （日語）
- 橫澤啟子 聲優·旁白學校（页面存档备份，存于）公式官網 （日語）
- 株式會社YU-RIN PRO （页面存档备份，存于）公式官網 （日語）